# Frédéric Grasset (peintre)
 (août 2014).
Si vous disposez d'ouvrages ou d'articles de référence ou si vous connaissez des sites web de qualité traitant du thème abordé ici, merci de compléter l'article en donnant les références utiles à sa vérifiabilité et en les liant à la section « Notes et références ».
Pour les articles homonymes, voir Grasset.
Frédéric Marie Grasset, né le 30 janvier 1848 à Cholet (Maine-et-Loire) et mort le 11 mai 1911 dans le 4e arrondissement de Paris, est un artiste peintre français.

## Biographie
Frédéric Grasset expose au Salon des artistes français de 1886 à 1910.

## Collections publiques
- Paris, musée du Louvre :
  - Vue de la galerie d'Appolon, au Louvre, 1911, huile sur toile[3]
  - Une Vitrine de la galerie d'Appolon, au Louvre, 1911, huile sur toile[4]